# Joe Jackson (músico)
David Ian "Joe" Jackson (Burton upon Trent, Reino Unido, 11 de agosto de 1954) es un músico británico, representante de la llamada new wave junto con otros como Elvis Costello.
Apareció en escena con el LP Look Sharp!, en el que se incluyen obras como la canción Is She Really Going Out With Him; otro de sus temas de este disco es It's Different For Girls.
Otras de sus canciones y obras más conocidas son Steppin' Out, I'm the man, On your Radio, Kinda Kunte, Beat Crazy, Crime Don't Pay, The band wore blue shirt y You Can't Get What You Want (Till You Know What You Want), en los que mezcla el jazz con la música new wave.
Lleva editados más de 20 discos y varias bandas sonoras. Ha obtenido 5 nominaciones al premio Grammy, en la que resultó ganador en 2001, en la categoría mejor álbum de pop instrumental por Symphony No.1.

## Primeros años
Joe Jackson proviene de un hogar proletario y tuvo una infancia problemática (asma, falta de lazos sociales). Después de descubrir la música gracias a una grabación de Beethoven a la edad de 14 años, primero aprendió a tocar el violín. Pero pronto,  cristalizó su amor por el piano, que se convirtió en su instrumento principal. Desde los 16 años, tocó en los pubs de su ciudad natal, Portsmouth. Solicitó con éxito una beca, que le permitió estudiar composición en la Royal Academy of Music de Londres.
Aunque con talento, la perspectiva de la profesión de compositor clásico no le interesaba, por lo que persiguió sus ambiciones en el área del rock y el pop, inclinaciones que ya se remontaban a su tiempo en la academia. Su primera banda propia se llamó Arms and Legs, la cual se separó después de dos discos singles fallidos.

### Joe Jackson Band
En la segunda mitad de la década de 1970, Jackson conoció a los músicos de la posterior banda de Joe Jackson: el bajista Graham Maby, el baterista Dave Houghton y el guitarrista Gary Sanford. Con ellos comenzó a grabar cintas de demostración, a través de las cuales recibió, en 1978, un contrato de grabación con A & M Records. El primer álbum que grabó inmediatamente para este sello se llama Look Sharp!, y fue lanzado en 1979. El álbum es especialmente conodico por la canción Is She Really Going Out With Him?, todo un éxito comercial. Esto fue seguido por los álbumes I'm the Man (1979) y Beat Crazy (1980). La entonces banda de Joe Jackson tuvo mucho éxito, y realizó numerosos conciertos en todo el mundo, el último el 15 de diciembre de 1980. La banda se separó y Jackson pasó a otros proyectos.

### Solista
En 1981, grabó un álbum que difiere significativamente del anterior, Jumpin 'Jive el cual contiene ritmos de swing y blues inspirados en Cab Calloway, Lester Young, Glenn Miller y, especialmente, en Louis Jordan.
El siguiente álbum Night and Day (1982) muestra por primera vez la diversidad compositiva de Jackson y contiene elementos de rock, pop y jazz; sus letras también se volvieron más complejas y sofisticadas. Él mismo considera este álbum como el mejor de todos. Las pistas "Real Men" y "A Slow Song" se referían tangencialmente a la cultura gay de principios de la década de 1980 en Nueva York. El éxito también bendijo a Steppin 'Out, una canción pop muy amigable para las emisoras de radio, las cuales pasaron mucho al aire este tema de un estilo electrónico algo futurista. Con la banda sonora de la película, Mike's Murder Jackson entró en un nuevo territorio en 1983, pero ni la película ni la banda sonora pudieron convencer al público y a los críticos.

### Nueva York

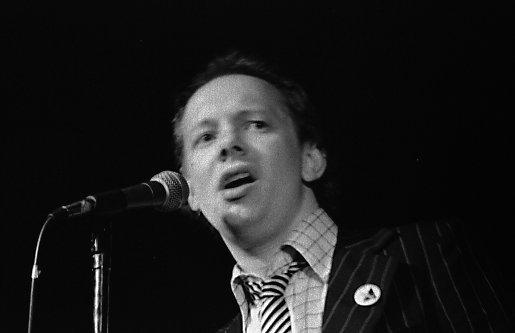
Joe Jackson en El Mocambo, Toronto, 21 de mayo de 1979

En 1984 Joe Jackson se mudó a Nueva York. Allí conectó su álbum Body and Soul a sus éxitos anteriores. De acuerdo a las corrientes del momento usó metales, pero con ritmos sudamericanos y elementos clásicos que también se hicieron escuchar en un álbum complejo e impulsado por un sonido propio. Happy Ending, un dúo con la cantante Elaine Caswell, se afirmó como un lanzamiento único en las listas de los más vendidos.</ref> Heavily influenced by pop and jazz standards and salsa.
Una peculiaridad de 1986 fue la preparación de un disco de larga duración en el que venía trabajando desde hacía un año y medio: Big World. En este disco Jackson y sus compañeros músicos interpretaron todas las canciones en vivo, en un concierto frente a una audiencia, pero en condiciones como las de un estudio de grabación. El público tuvo que comprometerse a no hacer ningún ruido. Por lo tanto, Big World es una síntesis entre álbum en vivo y de estudio.
Después de eso, Jackson entregó una banda sonora a la película Tucker, lanzó un álbum doble en vivo con grabaciones de cuatro giras, e interpretó un álbum fuertemente intercalado de elementos clásicos estilo Will Power. Sin embargo, no se le otorgó especial atención ni tuvo éxito comercial ninguno de estos proyectos. Los fanáticos aún esperaban noticias del "verdadero" Joe Jackson, y fueron recompensados con los álbumes Blaze of Glory (1989) y Laughter and Lust (1991).
Después de tres años de descanso, Night Music (1994) lanzó un álbum de música clásica en el que Jackson interpretaba casi todos los instrumentos él mismo. A pesar del fracaso comercial de esta producción, que tuvo un lanzamiento único, bajo el título de Ever After, Jackson firmó en 1997 con Sony Classical. Con este sello discográfico lanzó el álbum conceptual Heaven and Hell (1997), en el que cantó solo algunas canciones. Por la inusual Sinfonía No.1 (1999), recibió un premio Grammy en el mismo año, pero el éxito económico fue limitado. Al mismo tiempo, publicó su autobiografía A Cure for Gravity (una cura para la gravedad).
Al comienzo del nuevo milenio, Jackson regresó a los escenarios del pop y el rock con un cambio radical, un disco en vivo y ambicioso Night and Day II, donde recurrió al sonido de su banda de principios de los años ochenta.

### Londres y la Joe Jackson Band

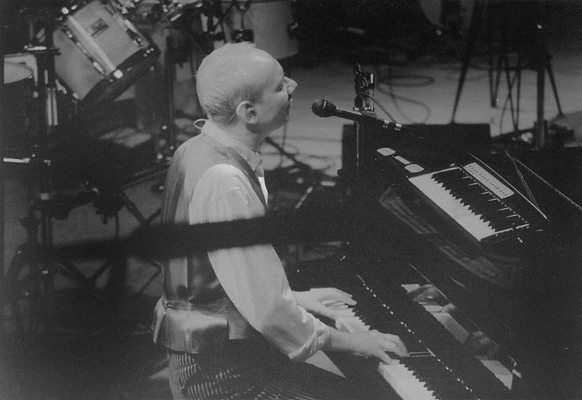
Joe Jackson fotografiado por Stuart Mentiply.

En 2003 regresó a Londres y revivió su banda original, que se había disuelto 23 años antes, y grabó un CD muy aclamado con el Volumen 4. El título del CD alude a los primeros tres discos de la banda y, por lo tanto, representa su secuela. La gira posterior se documentó en el álbum en vivo Afterlife, que se lanzó en la primavera de 2004.
En el álbum de William Shatner, Has Been (2004), producido por Ben Folds, Jackson se escucha en dúo en una regrabación de la canción Common People del grupo Pulp. Debido a diferencias artísticas, en 2004 no terminó el trabajo para la banda sonora de la película del golfo The Biggest Game of His Life. Jackson tuvo una pequeña aparición como invitado en la película.

### Berlín
Desde 2006, Jackson ha vivido principalmente en Berlín. En 2006, Joe Jackson también presentó nuevo material como parte de una gira europea con el bajista Graham Maby y el baterista Dave Houghton. En Berlín, los tres músicos grabaron el álbum Rain, que fue lanzado en enero de 2008. El trío ha estado de gira desde entonces, en otoño de 2010 en Europa y Alemania. Los escenarios se enriquecieron con algunas nuevas versiones, hasta cinco canciones por noche.
En el otoño de 2012, presentó el álbum The Duke y luego una gira que tuvo lugar, primero en los Estados Unidos y luego en Europa. Esta vez estuvo acompañado por la Bigger Band con otros seis músicos: Regina Carter, Sue Hadjopoulos, Allison Cornell, Jesse Murphy, Adam Rogers y Nate Smith.
Como parte del lanzamiento de 2015 Fast Forward, hubo una gira de conciertos por Europa en la primavera de 2016. En 2018 también estuvo de gira, y en enero de 2019, Joe Jackson lanzó su vigésimo álbum de estudio Fool. Joe Jackson celebró sus 40 años de su carrera musical con una gira mundial en 2019.

### Reediciones de sus álbum en vinilo
A partir de 2016, el sello discográfico independiente Intervention Records comenzó a reeditar varios de los álbumes de Joe Jackson. Todas las reediciones se hicieron en vinilo de 180 gramos con carátulas de lujo. Los títulos que se volvieron a emitir son: Night and Day, I'm The Man, Look Sharp! y, por primera vez en vinilo, Summer in the City. Todos los álbumes fueron masterizados utilizando cintas 100% analógicas, excepto Summer in the City, que fue masterizada a partir de archivos de alta resolución.

## Vida personal

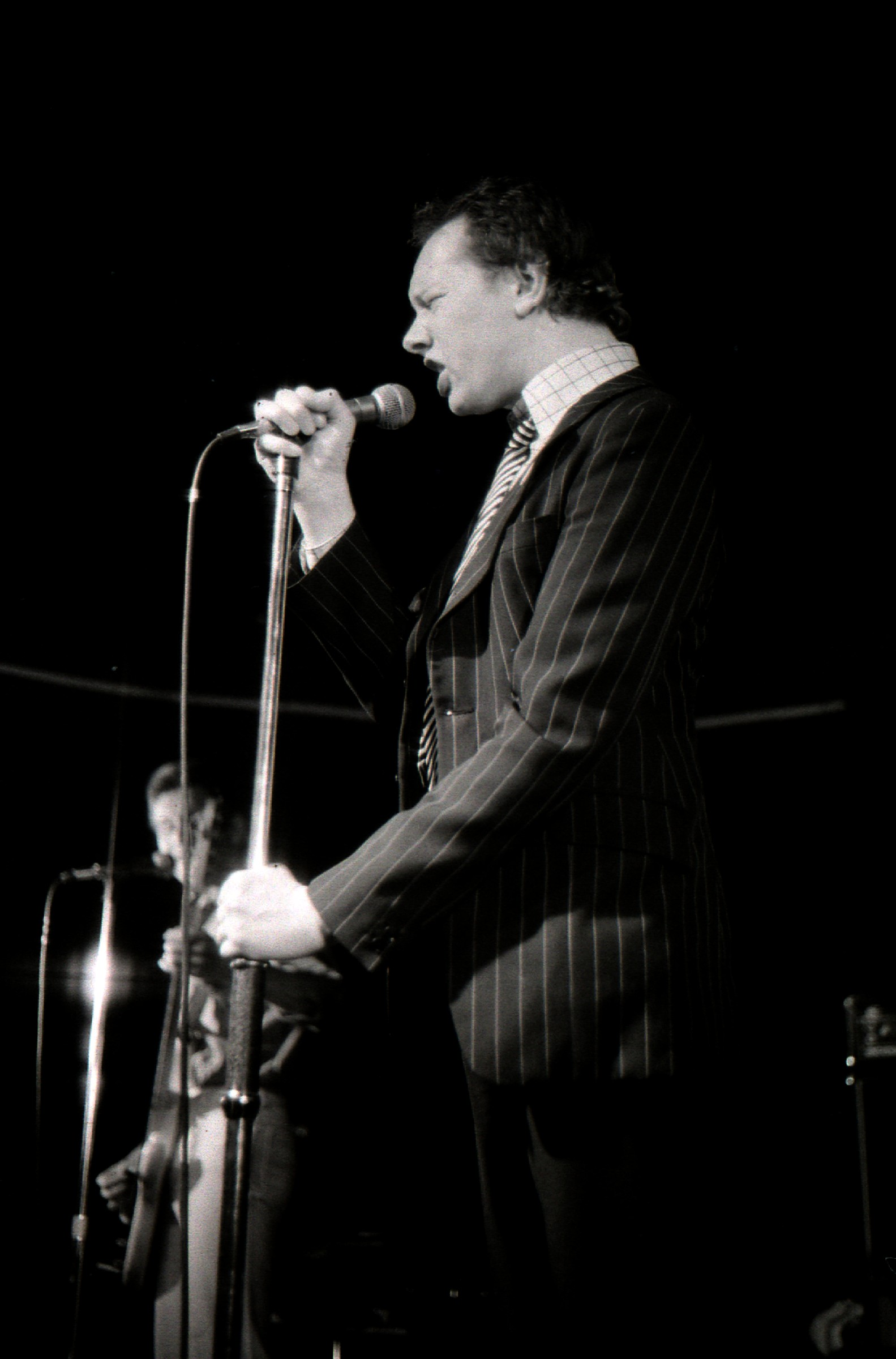
Joe Jackson en Toronto, 1979

Jackson pasó varios años viviendo en la ciudad de Nueva York, lo que le sirvió de inspiración para su canción de 1982 Steppin 'Out. En una entrevista de 2018, Jackson dijo: "No me gusta mucho Nueva York en estos días. Es como si la ciudad y yo tuviéramos una aventura amorosa y ahora sólo somos amigos, pero aún tenemos que vernos para seguir siendo amigos". Hoy vivo en Berlín. La Nueva York que conocí a fines del 81 y 82 "se ha ido".
Jackson estuvo casado durante dos años, al que Jackson calificó de "un desastre". El matrimonio terminó en divorcio. En una entrevista de 2001 con el Irish Independent Jackson declaró que estaba en una relación con un hombre. Jackson ya había discutido previamente su bisexualidad, en su autobiografía A Cure For Gravity, de 1999.

## Discografía

### Álbumes
Álbumes de estudio
- Look Sharp! (1979, A&M) #20 Billboard Hot 200|U.S., #40 UK Albums Chart|UK
- I'm the Man (1979, A&M) #22 U.S., #12 UK
- Beat Crazy (1980, A&M) #41 U.S., #42 UK
- Joe Jackson's Jumpin' Jive (1981, A&M) #42 U.S., #14 UK
- Night and Day (1982, A&M) #4 U.S., #3 UK
- Mike's Murder [banda sonora] (1983, A&M) #64 U.S.
- Body and Soul (1984, A&M) #20 U.S., #14 UK
- Will Power (1987, A&M) #131 U.S.
- Tucker [banda sonora] (1988, A&M)
- Blaze of Glory (1989, A&M) #61 U.S., #36 UK
- Laughter & Lust (1991, Virgin) #116 U.S., #41 UK
- Night Music (1994, Virgin)
- Heaven & Hell (1997, Sony)
- Symphony No. 1 (1999, Sony)
- Night and Day II (2000, Sony)
- Two Rainy Nights (2002, Great Big Island)
- Volume 4 (2003, Rykodisc)
- Rain, (2008, Rykodisc)
- The Duke (2012, Razor & Tie)
- Fast Forward (2015, Caroline/Universal)

Álbumes en vivo
- Big World (1986, A&M) #34 U.S., #41 UK
- Live 1980/86 (1988, A&M) #91 U.S., #66 UK
- Laughter & Lust Live (1991 Sharp Practice Inc. ; Warner Music Vision) [Grabado en vivo en el State Theatre de Sídney, Australia, 20 de septiembre de 1991]
- Summer in the City: Live in New York (2000, Sony)
- Two Rainy Nights (2002, Great Big Island)
- AfterLife (2004, Rykodisc)
- Live at the BBC (2009, Spectrum)
- Live Music (2011, Razor & Tie)
- Live in Germany 1980 (2011 Immortal)
- Live at Rockpalast (2012 Mig Made in Germany Music (Sony Music))

Compilaciones
- Stepping Out: The Very Best of Joe Jackson 1990
- Joe Jackson Greatest Hits (1996)
- This Is It! (The A&M Years 1979-1989) (Joe Jackson) (1997, A&M)
- Joe Jackson – Collected (2010, Universal Nashville)

### Material destruido
El 26 de junio de 2019 la revista dominical neoyorquina The New York Times Magazine incluyó a Jackson en la lista de cientos de artistas cuyo material se informó se había destruido, en el incendio que afectó al departamento de música de Universal en 2008.